# Nikos Oikonomou
Nikolaos Oikonomou, detto Nikos (in greco Νικόλαος "Νίκος" Οικονόμου?; Atene, 19 febbraio 1973), è un ex cestista e allenatore di pallacanestro greco.

## Carriera
Con la Grecia ha disputato i Giochi olimpici di Atlanta 1996, i Campionati mondiali del 1998 e tre edizioni dei Campionati europei (1993, 1995, 1997).

## Palmarès

### Club

#### Trofei nazionali
- Campionato greco: 2

Panathinaikos: 1997-98, 1998-99
- Coppa di Grecia: 2

Panathinaikos:	1992-93, 1995-96
- Liga catalana: 1

Barcellona: 2001

#### Trofei internazionali
- Coppa dei Campioni: 1

Panathinaikos: 1995-96
- Coppa Intercontinentale: 1

Panathinaikos: 1996